# Mick Harrity
Michael David Harrity (sinh ngày 5 tháng 10 năm 1946) là một cựu cầu thủ bóng đá người Anh từng thi đấu ở vị trí Hậu vệ.

## Sự nghiệp
Harrity bắt đầu sự nghiệp cùng với Rotherham United, có 36 lần ra sân tại Football League cho câu lạc bộ, ghi 5 bàn trong 3 năm. Năm 1968, Harrity ký hợp đồng với câu lạc bộ hạng tư Doncaster Rovers, có 2 lần ra sân ở giải vô địch. Sau khoảng thời gian ở Doncaster, Harrity ký hợp đồng với Chelmsford City.